# Горнобрезнишки манастир
Вижте пояснителната страница за други значения на Свети Илия.
Горнобрезнишкият манастир „Свети Пророк Илия“ е български манастир подчинен на Неврокопската епархия на Българската православна църква.

## Местоположение
Манастирът е разположен в източните склонове на Малешевската планина в землището на село Горна Брезница. Той се намира на около 6 km от град Кресна и на 1 km от село Горна Брезница.

## История
Основан е през 1992 г. Състои се от църква, камбанария и монашеско крило.
На мястото на манастира в миналото е имало девически манастир, разрушен по време на османското владичество. Непосредствено до манастира се намира аязмо. Според поверието в близост до него, овчар от близкото село е намерил иконата на „Свети Илия“ изложена в манастира и смятана от монасите за чудотворна.
По време на строежа на новия храм, осветен на 6 май 2004 г., са били открити фрагменти от тракийски глинени съдове, които са изложени в църквата.

## Храмов празник
- 20 юли – Илинден